# Defence Force Sport Club
O Defence Force Sport Club é um clube de futebol com sede em Addis Abeba, Etiópia. A equipe compete no Campeonato Etíope de Futebol.

## História
O clube foi fundado em 1938.